# 松平忠礼
松平 忠礼（まつだいら ただなり）は、江戸時代幕末から明治期の大名・華族（子爵）。信濃国上田藩7代（最後）の藩主、伊賀守系藤井松平家9代。版籍奉還を願い出て許可され、知藩事に任命される。明治維新後はアメリカ合衆国に留学し、外務省に勤務。また、式部官を務めた。

## 生涯
嘉永3年（1850年）6月14日（異説として6月23日）、6代藩主・松平忠優（忠固）の三男として誕生した。兄が早世したために世子となり、安政6年（1859年）に父が急死したため家督を相続した。
しかし若年の相続のため、藩内抗争が激化する。慶応4年（1868年）の戊辰戦争では、明治新政府側に恭順して北越戦争、会津戦争に出兵し、戦功により翌年に賞典禄3000石を下賜された。明治2年（1869年）6月、版籍奉還を経て上田藩知事となる。しかし8月16日には百姓一揆（巳年騒動）が起こるなど、なおも藩内は混乱した。明治4年（1871年）7月14日の廃藩置県で藩知事を免職される。
明治5年（1872年）から弟の松平忠厚と共にアメリカのラトガース大学に留学した。忠礼は、アメリカの主要大学の卒業生の中から成績優秀者のみに与えられるファイ・ベータ・カッパ (Phi Beta Kappa) を受けている。明治12年（1879年）に日本に帰国し、明治13年（1880年）から外務省御用掛・外務省取調局に勤務する。明治17年（1884年）の華族令で子爵となる。
明治23年（1890年）の第1次帝国議会で貴族院議員に選出されるも、忠礼は辞退している。明治28年（1895年）3月19日に死去した。享年46。

## 栄典
位階
- 1895年（明治28年）3月16日 - 正四位[3]

勲章等
- 1891年（明治24年）4月21日 - 日本赤十字社特別社員章[4]
- 1895年（明治23年）3月17日 - 勲四等瑞宝章[3]

## 家族
父母
- 松平忠優（父）
- 井上氏 - 側室（母）

『平成新修旧華族家系大成』によれば家族は以下の通り。
夫人
- 宝（太田資始の二女）
- 豊子（山内豊福の二女）

兄弟姉妹
- 芳（井上正直夫人）
- 松平忠厚
- 章子（戸沢正実夫人）
- 土井忠直（土井利教の養子）
- 松平忠隆
- 広閑院（堀直虎夫人のち離縁）

実子はなく、弟の土井忠直の次男・松平忠正（ただまさ、1886年 - 1963年）を養子に迎えて跡を継がせた。忠正のときに華族制度の廃止を迎えている。